# Distretto di Thapangthong
Il distretto di Thapangthong è uno dei quindici distretti (mueang) della provincia di Savannakhet, nel Laos. Ha come capoluogo la città di Thapangthong.